# Bitweaver
Bitweaver je svobodný systém pro správu obsahu (open source CMS). Je napsán v jazyce PHP a využívá různé databáze (např. MySQL). Bitweaver je odvozený od systému TikiWiki, je modulární a jako jeden z mála open source systémů obsahuje již v základní distribuci mnoho funkcí, které jsou pro ostatní systémy dostupné pouze jako rozšíření. Mezi základní funkce patří články, blogy, wiki, fórum a galerie.
Demo systému je veřejně dostupné a je nabízen komerční hosting. V systému bylo nalezeno několik chyb. Bitweaver je licencován pod GNU Lesser General Public License.
Bitweaver používá Model-view-controller.